# Rosenbergia gilmouri
Rosenbergia gilmouri är en skalbaggsart som beskrevs av Rigout 1982. Rosenbergia gilmouri ingår i släktet Rosenbergia och familjen långhorningar. Inga underarter finns listade i Catalogue of Life.